# São José das Missões
São José das Missões este un oraș în Rio Grande do Sul (RS), Brazilia.